# Joan Ridao
Joan Ridao i Martín (ur. 27 lipca 1967 w Rubí) – kataloński prawnik, politolog i polityk, od 2008 sekretarz generalny Republikańskiej Lewicy Katalonii, rzecznik (lider) frakcji ERC w Kongresie Deputowanych w Madrycie.

## Życiorys
Studiował prawo na Uniwersytecie Autonomicznym w Barcelonie i uzyskał stopień doktora z zakresu nauk politycznych i administracji na Uniwersytecie w Barcelonie, następnie został wykładowcą prawa konstytucyjnego na Uniwersytecie Rovira i Virgili w Tarragonie.
W 1988 wstąpił do Republikańskiej Lewicy Katalonii, a w 1990 zasiadł w jej Krajowym Komitecie Wykonawczym. Z ramienia ERC sprawował mandat radnego w dzielnicy Rubí (1991–1999) oraz radnego regionu Vallès Occidental (1991–1993). W 1995 po raz pierwszy objął mandat posła do Parlamentu Katalonii. Reelekcję uzyskiwał w latach 1999, 2003 i 2006 (w 2008 zrezygnował z mandatu). W latach 2004–2008 był liderem frakcji ERC w Parlamenciel. Od 2008 zasiada w Kongresie Deputowanych w Madrycie.
Jest członkiem Komitetu Wykonawczego ERC. Od 2008 pełni obowiązki sekretarza generalnego partii oraz jej rzecznika (lidera frakcji) w Kongresie Deputowanych. Stoi na czele Fundacji Josep Irla.

## Wybrane publikacje
- Nación, ética y transformación social (Llibres de l'Índex, 1999);
- De la autonomía a la soberanía (Mediterráneo, 2002)
- Las contradicciones del catalanismo (La Esfera de los Libros, 2005)
- Coaliciones políticas de Cataluña, 1980-2006 (Atelier, 2006)